# Potočani (miasto Doboj)
Potočani (cyr. Поточани) – wieś w Bośni i Hercegowinie, w Republice Serbskiej, w mieście Doboj. W 2013 roku liczyła 605 mieszkańców.